# Kamienica przy ulicy Gliwickiej 15 w Katowicach
Kamienica przy ulicy Gliwickiej 15 w Katowicach – zabytkowa kamienica mieszkalno-handlowa, położona przy ulicy Gliwickiej 15 w Katowicach, w dzielnicy Śródmieście. Zbudowana została w stylu secesyjnym w 1907 roku, a zaprojektował ją Wilhelm Brieger. Na fasadzie obłożonej sztucznym kamieniem imitującym porfir oraz białą, glazurowaną cegłą licówką zachowały się płaskorzeźby przedstawiające m.in. zwierzęta i maski.

## Historia
Kamienica została oddana do użytku w 1907 (bądź 1908) roku, a za jej projekt odpowiadał Wilhelm Brieger. Na projekcie kamienicy widnieje także podpis A. Mullera, jednak nieznana jest jego rola w projektowaniu tego budynku. W okresie międzywojennym zostały wybudowane garaże zamykające przestrzeń działki, na której wzniesiono kamienicę. W 1922 roku swoją kancelarię adwokacką otworzył tutaj Kazimierz Czapla. W 1935 roku właścicielem kamienicy przy ulicy Gliwickiej 15 był Kurt Brieger. W tym czasie zamieszkana była przez rodziny osób różnych profesji, w tym dyrektorów, sędziego i kupca. W czasie II wojny światowej piwnice kamienicy zaadaptowano na schron przeciwlotniczy i były one połączone z sąsiednią kamienicą o numerze 17.
W latach 80. XX wieku kamienicę przebudowano. Zlikwidowano wówczas pierwszą kotłownię, zaadaptowano poddasze na lokale mieszkalne oraz przebudowano fasadę. Kamienica została w 2001 roku zmodernizowana. W dniu 13 grudnia 2011 roku budynek wpisano do rejestru zabytków województwa śląskiego.
W 2018 roku w kamienicy mieściły się lokale mieszkalne oraz kancelaria notarialna, zaś w sierpniu 2022 w systemie REGON były aktywne 54 podmioty gospodarcze z siedzibą przy ulicy Gliwickiej 15, w tym m.in. wspólnoty mieszkaniowe oraz kancelarie komornicze, adwokackie, notarialne i radców prawnych.

## Charakterystyka

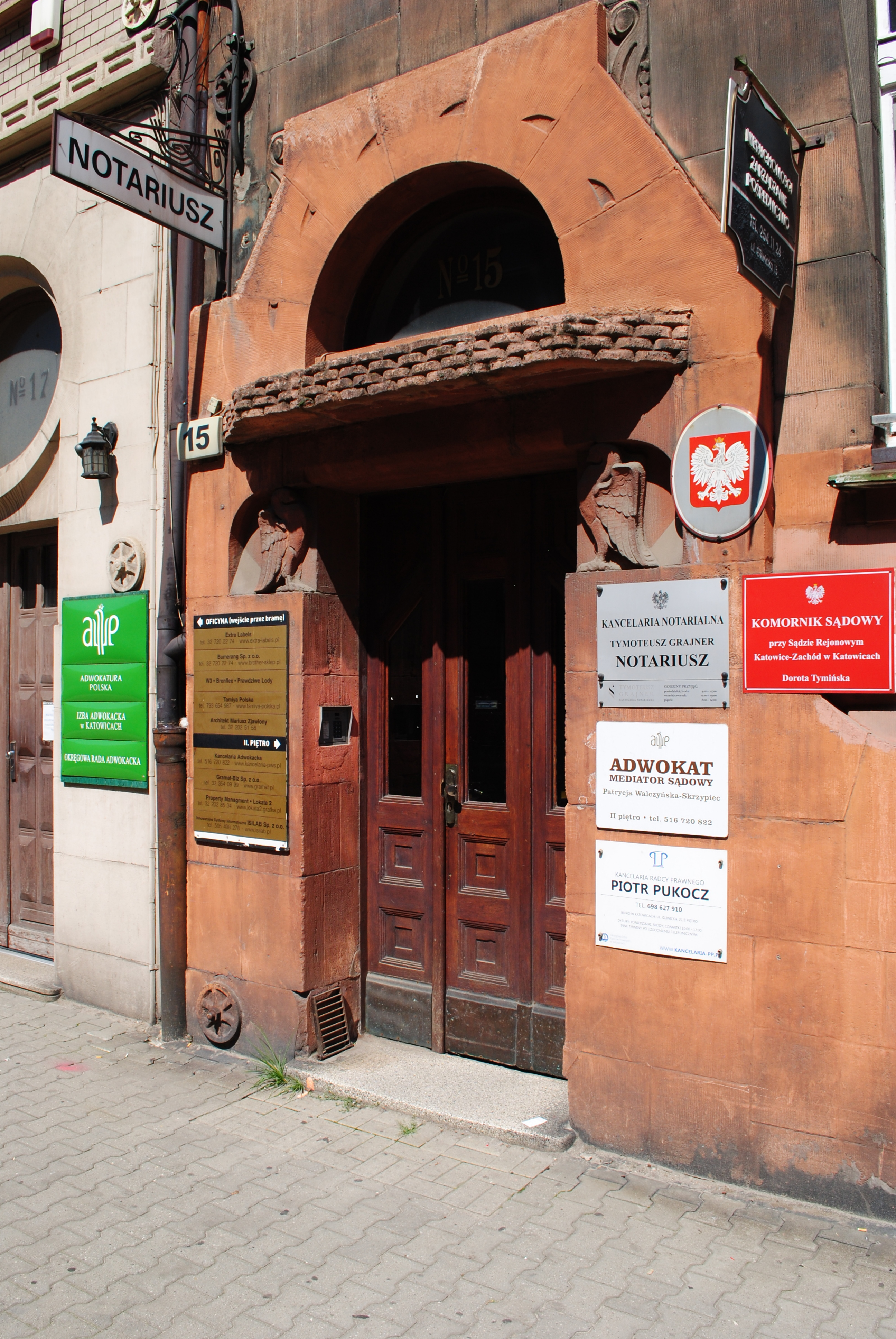
Portal wejściowy do kamienicy

Zabytkowa kamienica mieszkalno-handlowa położona jest przy ulicy Gliwickiej 15 w katowickiej dzielnicy Śródmieście. Budynek ten znajduje się w linii zabudowy ulicy, w północnej pierzei i ma wspólne podwórko oraz bramę wjazdową z sąsiednią kamienicą o numerze 17.
Kamienica składająca się z budynku frontowego i oficyny jest budynkiem murowanym z cegły, wzniesionym w stylu secesyjnym na planie litery „L”. Ma pięć kondygnacji nadziemnych i podpiwniczenie. Powierzchnia użytkowa kamienicy wraz z oficyną wynosi 1173,79 m², zaś powierzchnia zabudowy 371 m².
Dachy kamienicy są wielopołaciowe – na froncie lukarny kryte daszkami dwuspadowymi, zaś wieżyczka czterospadowym. W części tylnej kamienica nakryta jest dachem połaciowym o małym kącie nachylenia. Część dachu kamienicy kryta jest papą, zaś fragment od frontu, lukarny i wieżyczka – dachówką karpiówką.
Fasada obłożona jest sztucznym kamieniem będącym imitacją porfiru oraz białą, glazurowaną cegłą licówką, zaś elewacje od strony oficyny są tynkowane. Elewacja frontowa imitująca porfir ciągnie się do końca drugiej kondygnacji, wyżej zaś położona jest biała cegła, natomiast tylna do wysokości pierwszej kondygnacji jest wyłożona cegłą, a wyżej tynkowana. Na detale fasady, wykonane ze sztucznego kamienia, składają się różne motywy: etniczne (maski), zoomorficzne (wiewiórki, smoki i gryfy) i geometryczne (zygzaki, romby i kostki). Fasada kamienicy na parterze ma pięć osi, a sześć na wyższych kondygnacjach.
Na parterze w pierwszej osi znajduje się portal, zaś w piątej witryna lokalu handlowo-usługowego. Portal wejściowy wykonany jest ze sztucznego kamienia. Jest on prostokątny, kryty belką oddzielającą półokrągłe naświetle. W górnych narożnikach portalu widnieją płaskorzeźby przedstawiające orły. Drewniane drzwi wejściowe do kamienicy są dwuskrzydłowe i trójdzielne.
W piątej osi, na drugiej kondygnacji, znajduje się wykusz, powyżej niego na dwóch następnych kondygnacjach parzyste okna, zaś na ostatniej, w strefie dachu poczwórne okno podzielone kolumienkami. Wykusz zwieńczony jest półkopułą pokryty blachą miedzianą. W osi szóstej są loggie, z czego górna zamknięta jest łukiem segmentowym. Balustrady balkonów w loggiach są żelazne.
Wewnątrz budynku ściany sieni pokryte są płytami marmurowymi i sztukaterią gipsową, a posadzki wykonane są z lastryka. We wnętrzu znajdują się schody powrotne, dwubiegowe ze spocznikami, \stopnie są lastrykowe. We wnętrzach mieszkań zachowały się oryginalne elementy wystroju, w tym m.in. drewniana stolarka okienna i drzwiowa, ażurowe osłony na kaloryfery, kratki wentylacyjne i szafy wnękowe.
Budynek wyposażony jest w instalację elektryczną, wodno-kanalizacyjną i gazową.
Kamienica wraz z oficyną jest wpisana do rejestru zabytków pod numerem A/361/11 – budynek objęty jest ochroną w obrysie murów zewnętrznych. Budynek wpisany jest także do gminnej ewidencji zabytków miasta Katowice.

## Galeria
| - Płaskorzeźba przedstawiająca maskę - Wykusz na drugiej kondygnacji kamienicy - Jedna z płaskorzeźb na fasadzie |